# Déa Trancoso
Alcidéia Margareth Rocha Trancoso, conhecida profissionalmente como Déa Trancoso (Almenara, 27 de março de 1964) é uma cantora, compositora e produtora cultural brasileira. Filha de pais seresteiros, foi influenciada pelos violeiros, cantadores,congadeiros e foliões do Vale do Jequitinhonha, sua terra natal.
Formou-se em jornalismo pela PUC Minas. Estudou também técnica vocal, sem abrir mão da sensibilidade e da emoção em seu canto. Seu trabalho incorpora sonoridades e referências a diversas manifestações da cultura popular nacional, como catimbó, coco, acalanto, lundu, congo dobrado, maracatu, batucão, moda de viola, samba de caboclo e de roda.
“Sempre que escuto Déa Trancoso me lembro de Guimarães Rosa. Ela tem patente para cantar o sertão.” João Paulo Cunha, editor do Caderno de Cultura do Jornal Estado de Minas.
Depois de vários festivais e shows, participou em 2002 do CD O Violeiro e a Cantora, a convite do compositor e violeiro Chico Lobo.
Seu primeiro CD, TUM TUM TUM, lançado pelo selo TUM TUM TUM Discos em 2006. e posteriormente pelo Biscoito Fino em 2010, foi desenvolvido com recursos do Fundo Municipal de Cultura de Belo Horizonte e do Programa BNB de Cultura.
Serendipity, de 2011, seu primeiro trabalho autoral, trazendo parcerias com Badi Assad, Chico César e Rogério Delayon, teve o show de lançamento em Pontevedra, Espanha, durante a Feira das Indústrias Culturais da Galiza. Três canções desse álbum foram gravadas por outros artistas. Ná Ozzetti e Mônica Salmaso gravaram Minha Voz, Gonzaga Leal gravou Água Serenada e Isabel Nogueira gravou Gismontiana.
 "Fiquei muito encantada com Serendipity, o disco dela, que traz canções de muita singularidade. Déa tem esta característica: suas composições são muito pessoais. Ela é uma mestra da composição.” Ná Ozzetti, que gravou em seu CD Embalar a música de Déa Minha Voz'.'
O álbum Flor do Jequi, de 2012, foi realizado através da Lei Estadual de Incentivo à Cultura de Minas Gerais, e conta como convidado com o violonista Paulo Bellinatti. Juntos, eles criam e recriam ícones do Vale do Jequitinhonha, região conhecida pelo contraste entre a pobreza material e a riqueza da cultura popular.
 “Uma aula de Brasil profundo. Que coisa é a Déa Trancoso como compositora. A canção Estreleira é uma obra-prima.” Maria Luiza Kfouri, jornalista, sobre o trabalho Flor do Jequi.[carece de fontes?]
Déa é afiliada à UBC (União Brasileira dos Compositores) e ao Projeto Elas de Minas. Foi indicada duas vezes ao Prêmio da Música Brasileira: na primeira, em 2007, em quatro categorias (Disco Regional, Cantora Regional, Projeto Gráfico e Voto Popular), concorrendo com Maria Bethânia, Chico Buarque, Alceu Valença e Daniela Mercury, e em 2013 (na categoria Cantora Regional), concorrendo com Elba Ramalho e Simone Guimarães.